# مستودكية
المستودكية أو ذباب لحم الخنزير أو فصيلة بيوفيليدي (الاسم العلمي: Piophilidae) هي فصيلة من الحشرات تتبع رتبة ذوات الجناحين من طائفة الحشرات.

## أسر
- المستودكاوات

## أجناس
- المستودكة